# Risihorn
Das Risihorn ist ein 2875 m ü. M. hoher Gipfel im Schweizer Kanton Wallis in der Gemeinde Bellwald.
Er gilt als „Hausberg“ der Gemeinde Bellwald und ist ein Aussichtspunkt im UNESCO-Weltnaturerbe der Bergregion Jungfrau-Aletsch-Bietschhorn. Vom Risihorn sind das Finsteraarhorn, das Wannenhorn, der Fieschergletscher und viele weitere Berge der Berner und der Walliser Alpen zu sehen.
Der einfachste Aufstieg führt von Bellwald zur Sesselbahn-Bergstation Furggulti auf 2563 m ü. M.. Von dort sind es ca. 55 Minuten bis zum Gipfel auf Weiss-Rot-Weiss markiertem Wanderweg, die letzten ca. 200 Meter sind Weiss-Blau-Weiss markiert.  